# Monte Sporno
Il monte Sporno è una vetta dell'Appennino parmense alta 1.058 s.l.m., situata lungo il crinale che divide le valli del Parma e del Baganza. La cima è nel comune di Langhirano, ma le falde del monte appartengono anche al comune di Calestano, da cui dista circa 3 km.
È il monte di altezza superiore ai 1.000 metri più vicino a Parma, da cui dista circa 22 chilometri. Dalla cima del monte si può vedere un panorama sulla pianura emiliana. Nelle giornate limpide lo sguardo arriva facilmente fino alle cime delle Prealpi e delle Alpi. Sulla sommità è posto un monumento dedicato agli alpini, eretto nel 1953 e ricostruito nel 1987 da ex alpini di Riano, località alla base del monte. Poco al di sotto della cima si trova un rifugio di emergenza in legno, sempre aperto, utile soprattutto nel periodo invernale. 

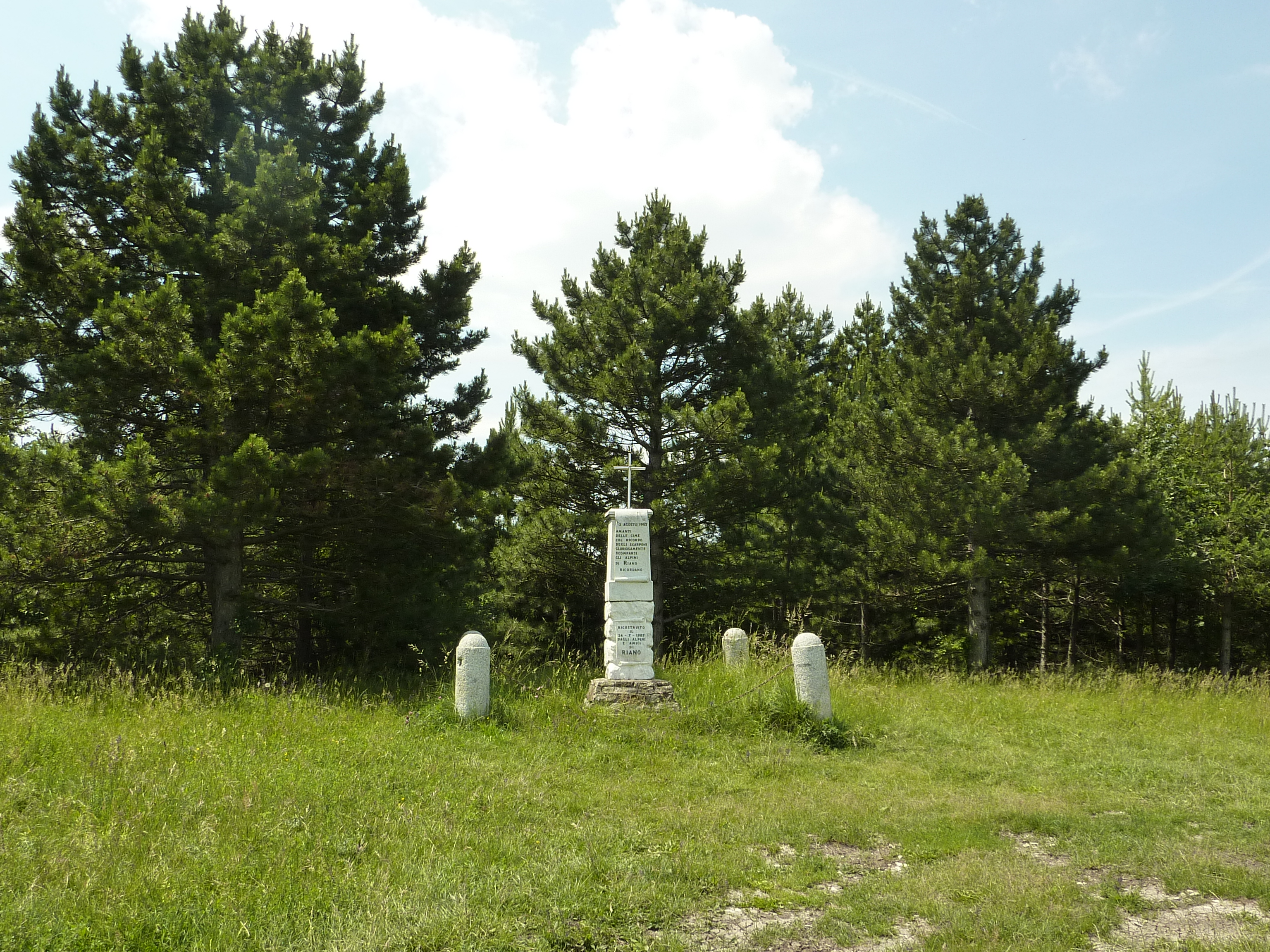
Il monumento posto sulla sommità.

La salita del monte non presenta eccessive difficoltà. La cima è raggiungibile in circa un'ora e mezza di cammino partendo dalle località di Riano, Vallerano, Ramiano o Castrignano. Partendo dalla pieve di Castrignano, il dislivello è di soli 350 m. 
L'Anello del monte Sporno è una competizione di mountain bike con partenza e arrivo a Marzolara che si snoda su una lunghezza di 16,3 km lungo carrarecce e sentieri, toccando la sommità del monte.
Nella vicina località di Fragno di Calestano si svolge tutti gli anni, nei mesi di ottobre e novembre, la "Fiera nazionale del tartufo nero di Fragno", giunta nel 2011 alla XXI edizione.

## Area tutelata Monte Sporno
L'“Area tutelata dei Monti Bosso e Sporno” posta nei comuni di Calestano, Langhirano e Terenzo, è dichiarata di "notevole interesse pubblico" il primo agosto 1985, dall'allora ministro Giuseppe Galasso, tramite decreto ministeriale (DM 21/09/1984). Grazie a questa tutela, l'area è oggi annoverabile a tutti gli effetti fra i Beni Culturali dell'Italia (Codice dei Beni Culturali D.Lgs 42/2004).
L'area in oggetto è infatti stata segnalata quale meritevole di essere istituita a "parco naturale" fin dal 1972, da parte dell'Unione Regionale delle Bonifiche per l'Emilia-Romagna (un percorso che attende ancora oggi uno sviluppo).
Nel decreto si legge: “[..] la zona è agevolmente raggiungibile dalla strada provinciale di fondovalle che unisce Sala Baganza con Calestano e lungo di essa si possono godere dei punti di vista molto suggestivi. Morfologicamente la zona è caratterizzata da una serie di rilievi collinari che movimentano il paesaggio di entrambi i versanti della valle e che fanno corona ai rilievi di maggior altitudine: sulla sinistra, il Monte Bosso (720 m s.l.m.) e sulla destra, il ben più alto Monte Sporno (1058 m s.l.m.), con il Monte Acuto, il Monte Formicara, il Monte Castellaro, il Monte Olmo, il Monte Corno, etc.. Da tali cime, lo sguardo può spaziare sia verso la pianura che verso le valli contermini poste nel cuore centro-orientale del territorio parmense.
Particolare importanza - prosegue il decreto - ha l'aspetto naturalistico, perché accanto alla generale ricopertura di boschi cedui semplici del querceto misto, si osservano nuclei spontanei di pino silvestre in formazioni pressoché pure sul Monte Bosso, consociati a latifoglie sullo Sporno. Questi nuclei costituiscono gli unici relitti in territorio parmense della modesta fascia di diffusione spontanea di pino silvestre in territorio emiliano.
L'area collinare è solcata dall'importante torrente Baganza, fin dai tempi più remoti è stata sede di insediamenti umani e vari sono i piccoli nuclei storici, di cui molti oggi abbandonati, che vi si possono riscontrare: questi, risalenti per la maggior parte al periodo medioevale e nati prevalentemente con funzioni difensive, costituiscono un elemento fondamentale nella definizione dei caratteri del paesaggio, e nell'utilizzo dei materiali locali (in genere pietra), si armonizzano suggestivamente con l'ambiente naturale [..]."

## Problematiche attuali
L'area oggi è ancora ben conservata, ma alcuni problemi insistono nel minacciarne l'integrità. In sintesi: il primo e più grave è il deperimento dello stato di conservazione dell'edilizia storica e degli esempi di architettura rurale spontanea presenti nell'area; causa è talvolta l'abbandono, ma soprattutto la scarsa qualità, degli interventi di restauro. Il secondo è legato alla costruzione o alla presenza, quindi alla futura conversione, di grossi impianti per la stagionatura del prosciutto, le cui caratteristiche architettoniche non hanno nulla a che vedere con le peculiarità paesaggistiche dell'area. Il terzo problema è legato alla tendenza allo sparpagliamento (urban-sprawl) di costruzioni incongrue, isolate rispetto ai borghi esistenti e quindi particolarmente distruttive dal punto di vista di un corretto inserimento nel paesaggio.
Il quarto è costituito dal crescente mercato della legna che sta minacciando il patrimonio boschivo dell'area e, di conseguenza, la conservazione, strettamente legata alla tutela delle specie autoctone, delle sue caratteristiche paesaggistiche.

## Il Centro Studi Monte Sporno
Nato nel settembre del 2012, il Centro Studi Monte Sporno è un'associazione di promozione sociale ufficialmente riconosciuta che si pone come obiettivo la tutela e la valorizzazione dei Beni Culturali, architettonici, artistici e paesaggistici, con particolare attenzione al territorio dell'Appennino Parmense.
L'attività culturale, vista come perno dell'azione di sensibilizzazione verso il concetto di tutela dei beni culturali e del territorio, è portata avanti grazie ad attività didattiche e di divulgazione tradizionali, quali laboratori, mostre, conferenze e pubblicazioni, promosse in collaborazione con istituzioni locali e con soggetti privati che condividono i motivi fondanti dell'associazione, riportati nel suo statuto. Il lavoro dell'associazione si concentra soprattutto sullo studio e sulla valorizzazione dell'"Area tutelata dei Monti Sporno e Bosso" posta nei comuni di Calestano, Langhirano e Terenzo.